# Lobogonia pseudomacariata
Lobogonia pseudomacariata là một loài bướm đêm trong họ Geometridae.